# پهزیر
پهزیر، تفرجگاهی گردشگری در ارتفاعات ۲۲۰۰متری از کوه خامی در شهرستان باشت از توابع شهرستان گچساران در استان کهگیلویه و بویراحمد است.
در بخش‌های مرتفع این منطقه که در بین مردم محلی با نام بازِگَه شناخته می‌شود، یخچال‌های طبیعی فراوانی یافت می‌شود که نمونه آن در زاگرس جنوبی کم نظیر‌ است. همچنین در بخش‌های پایین‌تر این منطقه که با نام دوخَنی و رودرونه شناخته می‌شود، گیاهانی نظیر درختان بلوط ،انجیر ،پسته وحشی ،انار ،توت ،شاهتوت ،تمشک و بوته‌های بلوبری و شالیزار‌های برنج به شدت یافت می‌شود. این منطقه سرشار از گونه‌های فراوان گیاهان دارویی نظیر آویشن و پونه و… می‌باشد.
با تایید منابع معتبر محلی گفته میشود که مالک این منطقه خاندان میرعلی از سادات امامزاده شاهزینعلی می باشد.در این روستای کم جمعیت مؤسسه بوم گردی غریب وجود دارد که توسط شخصی به نام غریب توکلیان فرزند ارشد مرحوم مشهدی علی و پسرش اسماعیل توکلیان مدیریت می‌شود. این بوم گردی، سالانه بخصوص در حوالی عید نوروز، با امکانات تفریحی و رفاهی زیادی نظیر برق خورشیدی و سوئیت‌های پنج ستاره ای با دیزاین محلی و طبیعت زیبا و بکر این منطقه و آواز کبک میزبان جهانگردان و کوهنوردانِ زیادی ازسراسر ایران و جهان
می‌باشد. گردشگران در هنگام سفر به این طبیعت بکر و زیبا، باید مراقب خطرات حمله حیواناتی مانند گرگ، خرس، گراز، پلنگ، مار و خطر سقوط از مخروط افکنه‌های عظیم و صخره‌های مرتفع این منطقه باشند

## جمعیت
این روستا در دهستان کوهمره خامی قرار دارد و براساس سرشماری مرکز آمار ایران در سال ۱۳۸۵، جمعیت آن زیر سه خانوار بوده‌است.